# فراوانی ژنتیکی
اگر پروتئینی بسیار فراوان از روی دو یا چند ژن فرآوری شود، به این پدیده فراوانی ژنتیکی می‌گویند. در چنین حالتی، جهش (یا آسیب) در یکی از این ژن‌ها اثر کمتری روی سازگاری اندامگان خواهد داشت.